# Чемпионская игра НФЛ 1937
| Город | Чикаго                            |   |   |    |       |
| Дата | воскресенье, 12 декабря 1937 года |   |   |    |       |
| Чемпионская игра НФЛ 1937 года \| \| 1 \| 2 \| 3 \| 4 \| Общее \| \| ------------------ \| - \| - \| - \| -- \| ----- \| \| Вашингтон Редскинс \| 7 \| 0 \| 7 \| 14 \| 28 \| \| Чикаго Беарз \| 7 \| 7 \| 7 \| 0 \| 21 \| |                                   |   |   |    |       |
| ←1936 Чемпионская игра чемпионата НФЛ 1938→ |                                   |   |   |    |       |
| | 1                                 | 2 | 3 | 4  | Общее |
| Вашингтон Редскинс | 7                                 | 0 | 7 | 14 | 28    |
| Чикаго Беарз | 7                                 | 7 | 7 | 0  | 21    |

Чемпионская игра чемпионата НФЛ 1937 года был решающим матчем сезона. Матч прошел 12 декабря 1937 года. В матче играли «Вашингтон Редскинз» и «Чикаго Беарз». «Вашингтон» победил со счетом 28:21.

## Судьи
- Судья: Билл Халлоран
- Ампайр: Эд Кокрейн
- Глава лайнсмэн: Бобби Кан
- Филд джадж: Томми Хьюджитт

В НФЛ было всего четыре судьи в 1937 году: бэк джадж (задний судья) был добавлен в 1947 году, лайн джадж (линейный судья) в 1965 году и филд джадж (боковой судья) в 1978.

## Ход матча
WAS-Вашингтон, CHI-Чикаго, ЭП-Экстрапоинт
■ Первая четверть:
- WAS-7-ярдовый тачдаун+ЭП, Вашингтон повёл 7:0
- CHI-10-ярдовый тачдаун+ЭП, ничья 7:7

■ Вторая четверть:
- CHI-37-ярдовый тачдаун+ЭП, Чикаго повёл 14:7

■ Третья четверть:
- WAS-55-ярдовый тачдаун+ЭП, ничья 14:14
- CHI-4-ярдовый тачдаун+ЭП, Чикаго повёл 21:14

■ Четвёртая четверть:
- WAS-78-ярдовый тачдаун+ЭП, ничья 21:21
- WAS-35-ярдовый тачдаун+ЭП, Вашингтон повёл 28:21